# Пюгяранта
Пюгяранта (фін. Pyhäranta — громада в провінції Південно-Західна Фінляндія, губернія Західна Фінляндія, Фінляндія. Загальна площа території — 291,75 км, з яких 148,5 км — вода. 

## Демографія
На 31 січня 2011 в громаді Пюгяранта проживало 2229 чоловік: 1140 чоловіків і 1089 жінок. 
Фінська мова є рідною для 98,88% жителів, шведська — для 0,36%. Інші мови є рідними для 0,76% жителів громади. 
Віковий склад населення: 
- до 14 років — 16,51%
- від 15 до 64 років — 63,48%
- від 65 років — 20,32%

Зміна чисельності населення за роками:  
| Рік  | Чисельність |
| ---- | ----------- |
| 1980 | 2244        |
| 1990 | 2385        |
| 2000 | 2311        |
| 2010 | 2236        |
| 2011 | 2229        |